# 클라이드만

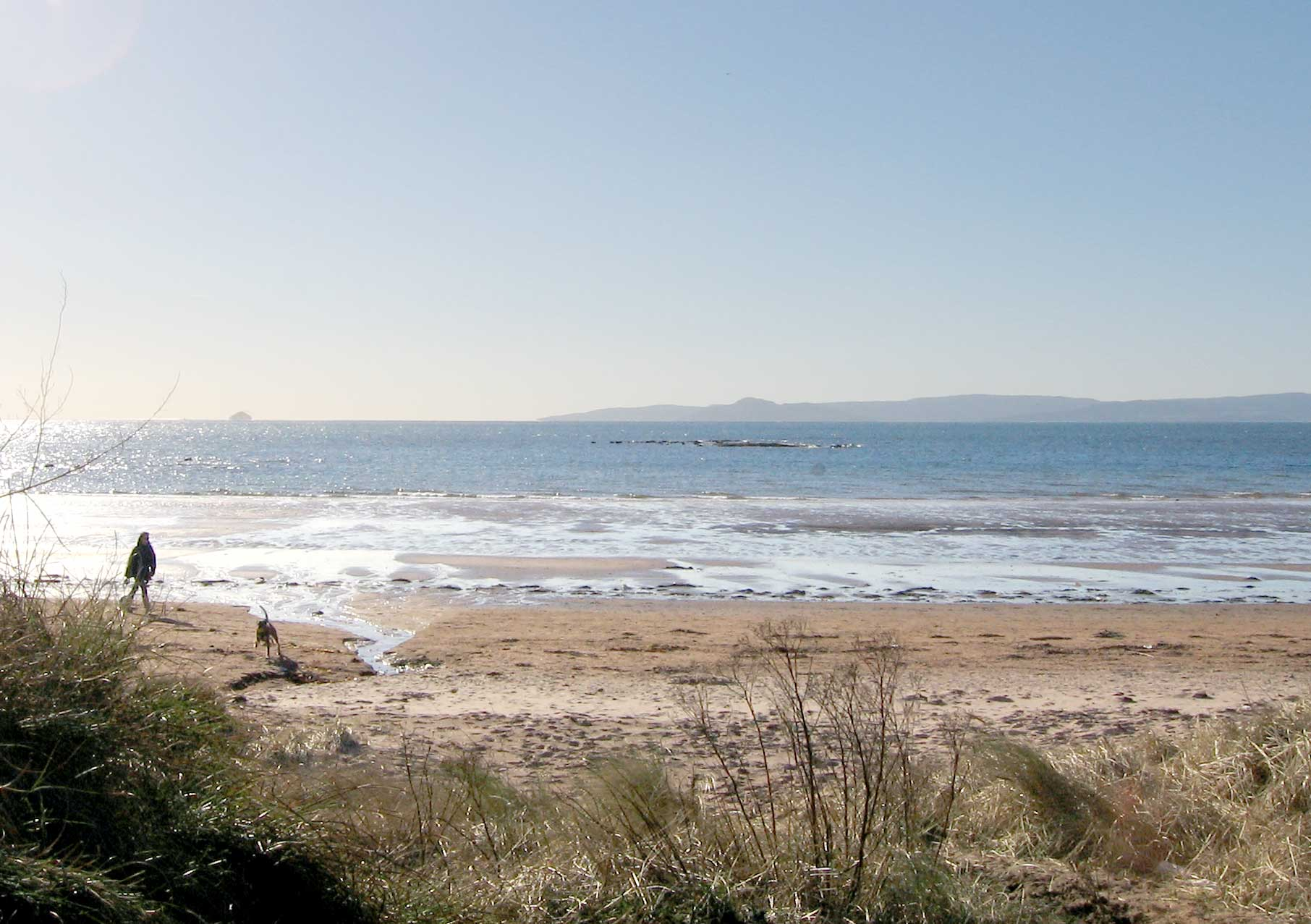
남쪽의 애런섬과 에일서 크레이그섬이 있는 클라이드만을 내려다 보고 있는 시밀 해안가

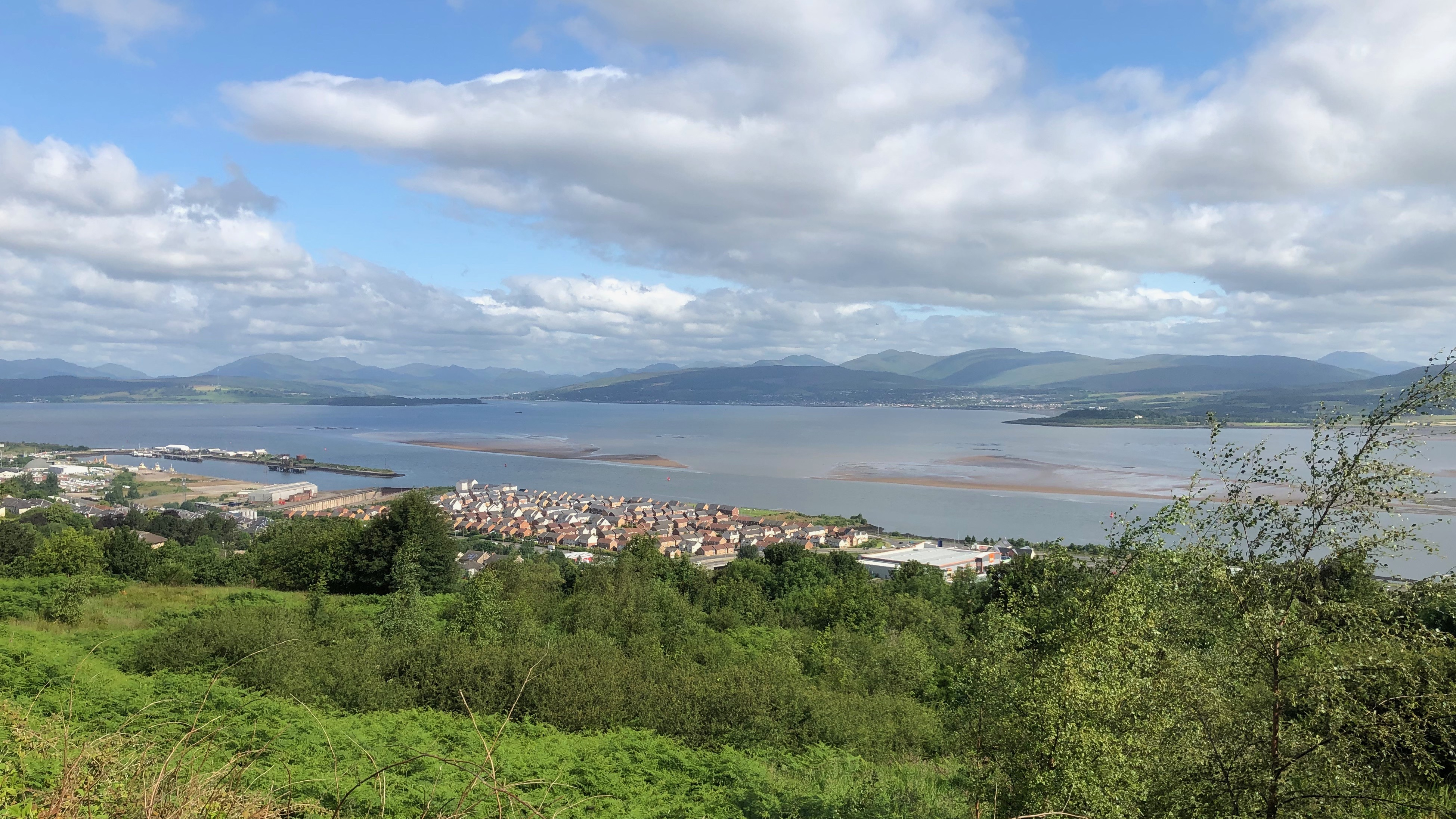
리스고 조선소와 그리녹의 항구 재개발 구역에서 바라본 클라이드강의 항해 가능 해협과 태일 오브 뱅크로 이어지는 모래톱.

클라이드만(Firth of Clyde)은 클라이드강의 하구이다. 스코틀랜드 서부 연안에 위치했고 브리튼 제도의 해안 중 가장 수심이 깊다 (최대 수심 164m). 아가일주 및 에어셔주의 내포(內浦)를 감싸고 있는 킨타이어반도에 의해 대서양과 가로막혀 있다. 애런섬과 칸타이어반도를 분리하는 킬브랜넌 해협이 클라이드만의 큰 부분을 차지하고 있다. 클라이드만 내에는 뷰트섬이라는 또 다른 주요 섬이 있다. 클라이드강의 상류와 중류로 들어갈 수 있는 전략적 위치인 점을 고려하여, 뷰트섬은 제2차 세계대전 기간 중요한 해상 거점 역할을 수행했다.

## 지리
바다와 바로 접하고 있는 부분에서, 클라이드만은 대략 너비가 26 마일 (42 km)이다. 상류 지점에서는 로크 롱과 게어 로크 등과 접해 있다. 클라이드만은 테일 오브 더 뱅크로 알려진 그리녹의 묘박지(錨泊地)에 포함된다 (여기서의 "뱅크"는 클라이드강의 어귀를 만과 나누는 모래톱과 사주를 가리킨다). 사주로 인해 만의 너비가 좁아지는 곳에서는 대략 2 마일 (3.2 km) 너비이다. 상류의 조수정점은 글래스고 그린과 인접한 곳의 방조(防潮)이다.
클라이드만과 클라이드 강 사이의 지리적 (그리고 일반적인) 구분은 모호한 편이다. 어떤 이들은 '클라이드만'에 덤브레이션이 있다고 한다. 동시에, 포트글래스고와 그리녹의 거주민들은 클라이드만의 북쪽에 있는 지역들을 가르켜 '클라이드강'이라고 보통 칭한다. 스코틀랜드 게일어에서 만의 육지 끝을 스코틀랜드 게일어: Linne Chluaidh ( ˈʎiɲə ˈxlˠ̪uəj|pron)이라고 칭하는데, 한편 애런섬, 킨타이어반도, 에어셔/갤러웨이 등의 남쪽 주변 지대를 스코틀랜드 게일어: An Linne Ghlas( ə ˈʎiɲə ˈɣlˠ̪as̪)이라고 한다.
클라이드만은 여러 섬과 반도를 포함하고 있으며, 12개의 여객선 항로가 이들을 본토와 각각을 연결하고 있다. 클라이드만은 이따금 클라이드 워터스(Clyde Waters)라고도 불리며, 관습적으로 아일랜드해의 일부로 여겨진다. 여객선은 칼레도니언 맥브레인과 웨스턴 페리스 등이 운영하고 있고, 이들이 운영하는 여러 항로들은 벽지에 거주하는 지역 사회에 있어 생명줄 같은 역할을 하고 있다. 많은 수의 로크가 이곳 만을 접하고 있으며 그 중에 가장 큰 로크는 로크 피너이다.

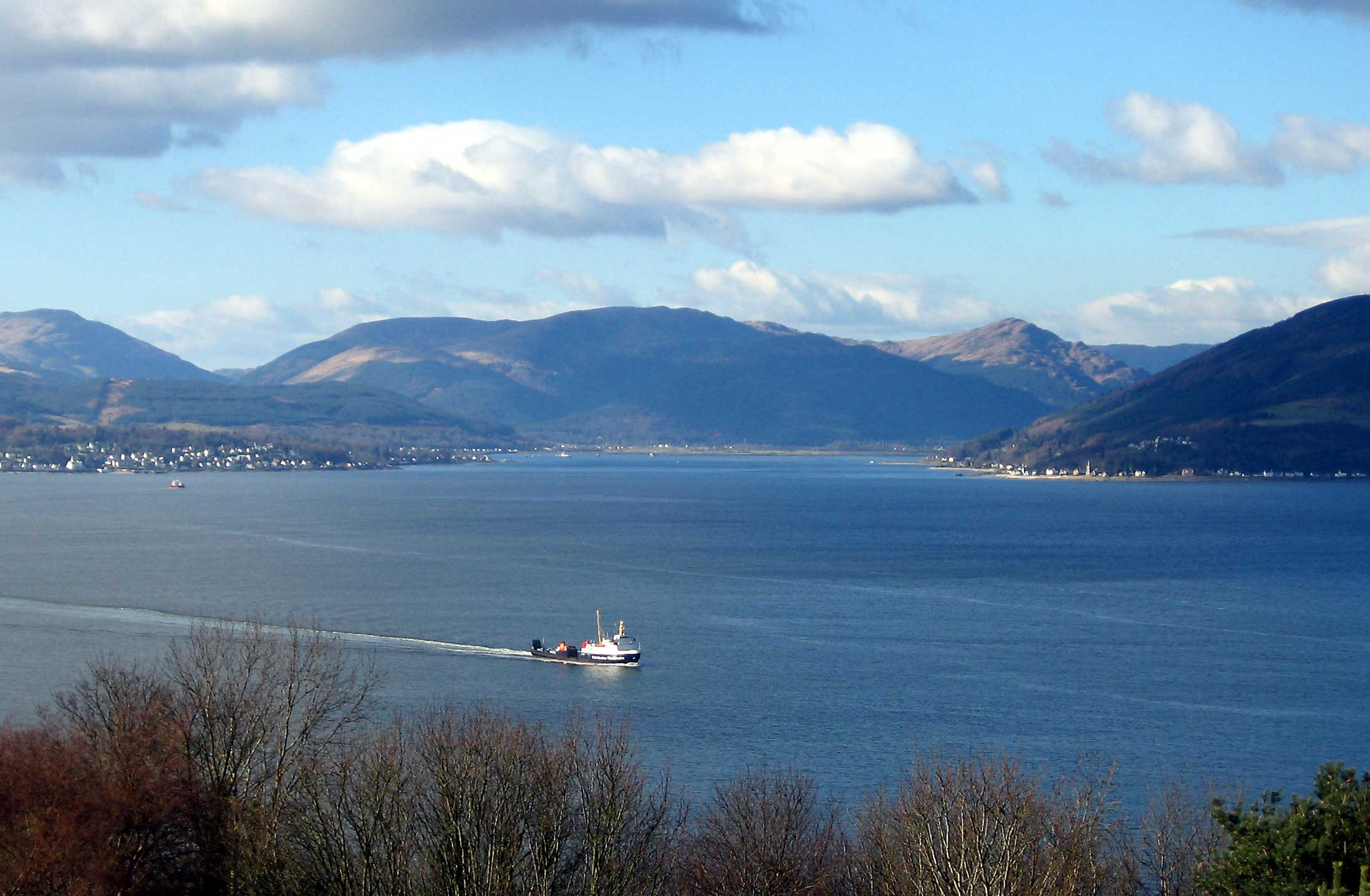
클라이드만의 상부인 구럭에서 본 홀리 로크, 좌측에는 헌터스퀘이 우측에는 스트론이 있으며 두눈에서 도착하는 칼레도니언 맥브레인의 페리선 새턴호가 나타나 있다.

### 코월반도
코월반도는 클라이드만까지 뻗어 있고 클라이드만 상부의 서쪽 해안선을 이루고 있다. 코월반도의 주 도시는 두눈이다.

#### 페리선
클라이드만을 가로지는 페리석 항로는 로크 에크 (A815 도로), 더 레스트 앤드 비 생크풀(the Rest and Be Thankful, A83 도로), 로몬드호 (A82 도로)를 통한 육상으로 움직이는 것과 비교했을 때 시간이 절약된다.
인버클라이드의 두눈과 구럭 간의 페리선 운행은 칼레도니언 맥브레인이 운영한다 (2011년과 2019년 사이에는 자회사인 아가일 페리스가 운영했다). 승객들만을 운송하는 이곳의 페리선 운행은 글래스고로 향하는 스코트레일 철도사와 직접적으로 연결되어 있다.
웨스턴 페리스는 구럭 근처의 메킨로이스 포인트와 헌터스 퀘이 간의 페리선을 운영하고 있고 승객뿐만 아니라 모든 종류의 차량 선적도 제공하고 있다.

### 해안선의 도시와 마을

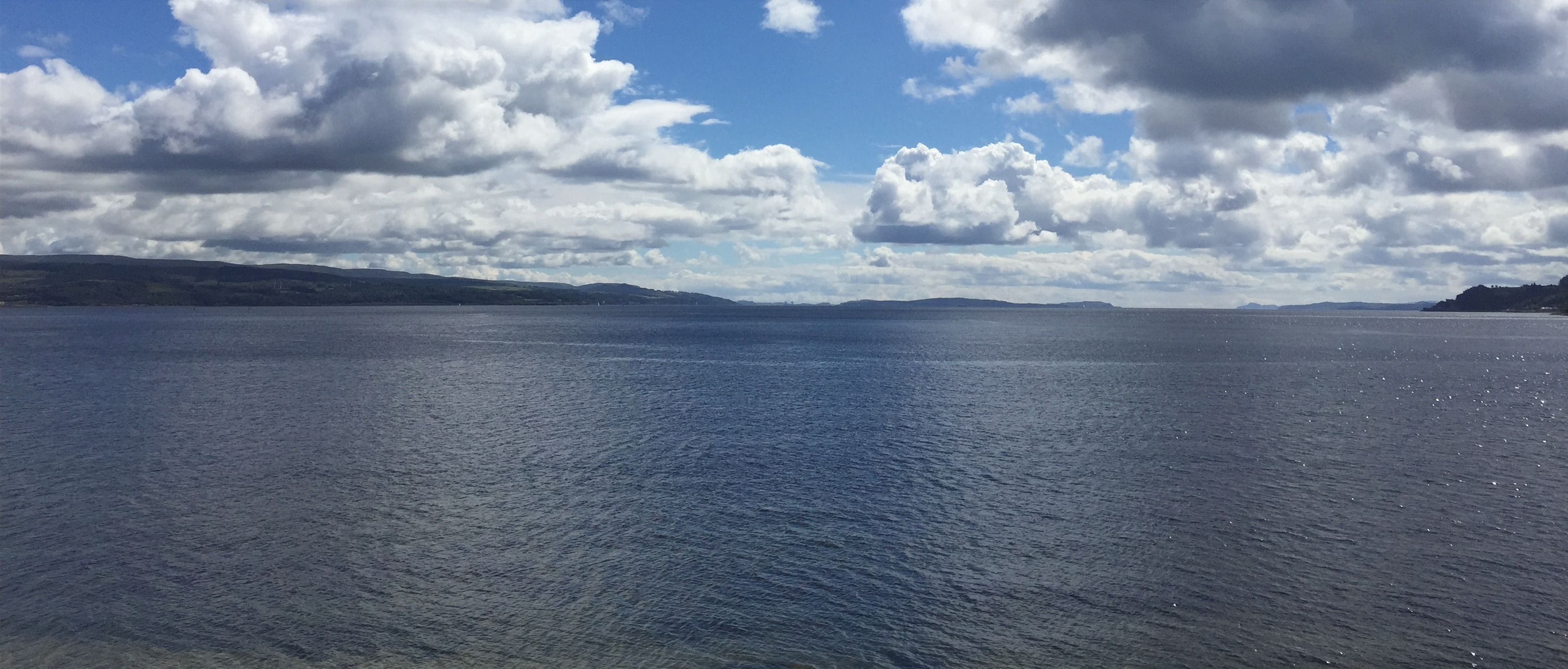
두눈에서 본 클라이드만

클라이드만을 따라 있는 주요 도시들과 여러 마을들에 대한 목록은 다음과 같다 (클라이드강이나 만과 이어지는 로크들에 있는 취락들은 제외):
- 아르드로선, 에아
- 버라지, 브로딕
- 켐벨타운, 카드크로스, 카라데일
- 덤바튼, 두눈
- 페어라이
- 구럭, 그리녹, 기르번
- 헬렌즈버러, 헌터스퀘이
- 인넬런, 인버킵, 어빈
- 킬크리건, 킬먼, 컨
- 람래쉬, 라그스, 로크란자
- 밀포트

### 클라이드만의 섬
클라이드만에는 여러 섬들이 있다. 큰 섬들에는 모두 번성하는 지역 사회들과 본토와 이들 섬들을 연결하는 정기적인 페리선 운행이 있다. 큰 섬은 다음과 같다:

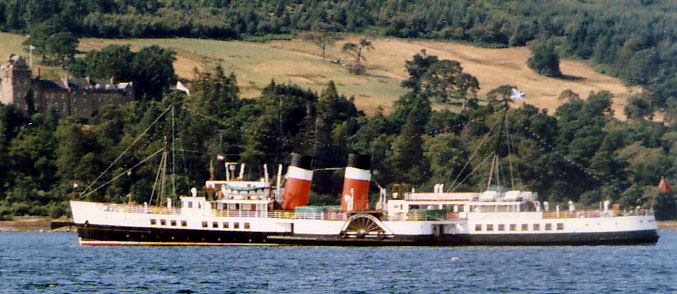
애런섬의 Waverle선

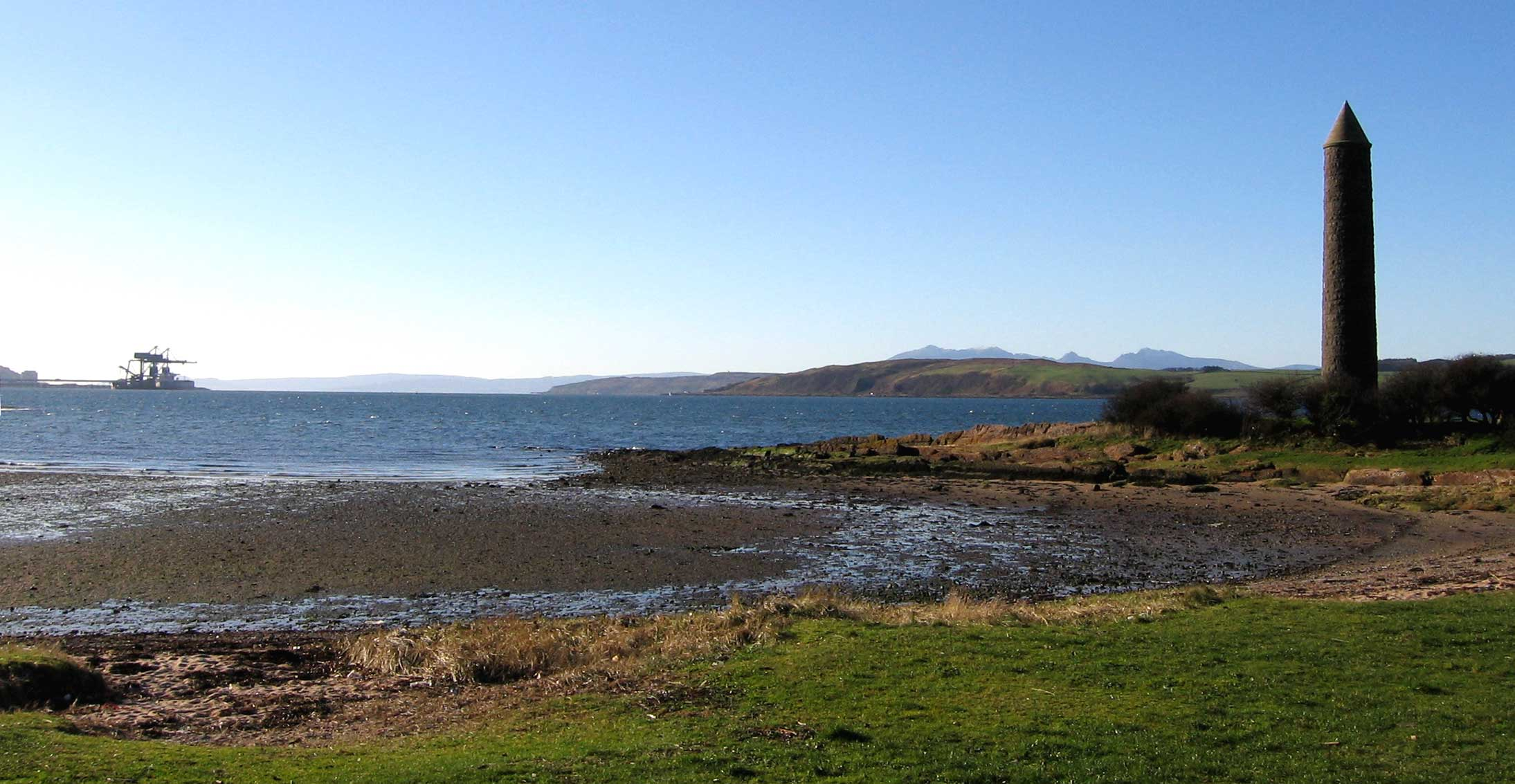
헌터스턴 터미널이 있는 남쪽을 향해 바라보고 있는 라르그스의 "연필", 서쪽에는 컴브레이섬과 애런섬이 있다.

- 애런섬
- 뷰트섬
- 컴브레이섬

### 클라이드만의 로크

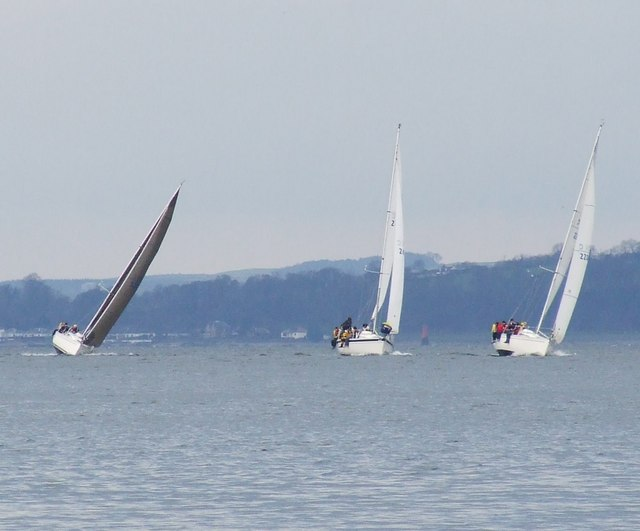
인버킵의 요트

- 게어 로크
- 로크 롱, 로크 고일
- 코월반도의 샌드뱅크의 홀리 로크
- 로크 스트라이븐
- 뷰트 해협의 로크 리던
- 로크 피너, 로크 길프, 로크 쉬라
- 로크란자
- 캠벨타운 로크
- 로크 라이언
- 이스트 로크 타버트
- 로크 게어

## 역사
클라이드만은 이른 시기부터 중요한 해상로였다. 예로, 1263년에 벌어진 라그스 전투는 지정학적으로 전환점이었는데 이 전투로 브리튼섬에서 노르드인들의 야망이 종결되었다. 16세기에 들어, 클라이드만은 점차 상업 활동 및 청어, 목재, 포도주, 설탕, 직물, 철, 강철, 석탄, 기름, 공업용 화학물질, 양조주, 선박, 기차, 그 외 운송 수단, 공산품 등의 송수로 역할이 되어 갔다.
19세기 중엽, 요트가 클라이드만에서 인기 스포츠가 되었다. 이 지역은 요트에 대한 기여 및 윌리엄 파이프 3세, 앨프리드 밀렌, G L 왓슨, 데이비드 보이드 등 유명 디자이너들의 요트 건축물로 전세계적으로 유명해졌다. 여러 유명한 요트 장소가 있는 곳이기도 했다. 목재로 만든 요트인 클라이드는 여전히 그 품질과 스타일로 유명하다.
빅토리아 시대 때 관광업의 대두로, 이 지역은 글레스고 및 클라이드만에 놓인 그림 같은 해안 도시들을 휴일에 놀러온 인근 지역들의 거주민들의 인기 명소가 되었으며, 상당한 휴가 별장들이 이곳 해안을 따라 들어섰다. 구럭, 라그스, 에어, 두눈, 로스시 등의 여러 도시들이 이 시기에 번성하였고 잘 꾸며진 호텔과 명소들을 갖춘 리조트가 되었다. 주요 골프 대회가 열리는 골프 코스들이 급증하였다.
그리녹과 포트글래스고의 '로어 클라이드'의 선착장 중 특히 스코트 리스고는 선박업에 있어서 중요한 역사적 역할을 했다. 'Comet'호는 유럽 대륙 최초의 성공적인 증기선이었고, 20세기에 들어설 때까지, 전세계 선박의 상당 비중이 이곳에서 만들어졌다.
제2차 세계 대전 기간, 글래스고와 클라이드만은 연합군의 상선, 군병력, 군장비 및 대서양 후송대를 위한 영국 내 주요 항구가 되었다. 또한 영국의 가장 큰 해군 기지 역할을 했었다. 1942년, 퍼스만을 가로질러 놓였던 잠수함의 송유관이 세계 최초의 심해 송유관 실험이라고 할 수 있는 플루토 작전이 벌어진 곳에 있었다. 이 송유관은 제2차 세계 대전 기간 공중, 해상, 육상 전투를 지원하기 위해 만들어진 여러 혁신 중 하나였다.
오늘날에, 관광, 스포츠, 레크리에이션, 및 문화 유산 등이 전세계에서 관광객들을 계속해서 불러 모으고 있다. 현재까지 정기적으로 운행하는, 증기로 움직이는 Waverley호는 19세기 이래로 유명한 관광지이었던 해안 도시들로 여전히 크루즈 운행을 하고 있다. 클라이드만은 대중들에게 개방된, 역사적 중요성을 띠는 여러 성들과 건물들로 둘러싸여 있으며 이 중에는 인버래리성, 브로딕성, 뷰트섬의 화려한 마운트 스튜어트 하우스, 그리고 스코틀랜드 내셔널 트러스트가 보유한 가장 인기 있는 장소인 컬레인성 등이 있다. 해양 여객선들은 자주 그리녹에 기항하고, 글래스고 국제 공항 및 글래스고 프레스트윅 공항이 인근에 있다. 글래스고와 에든버러에 종착점을 둔, 오번과 포트윌리엄을 연결하는 것을 포함하여 해안 지역을 오고 가는 정기적인 철도 운행이 있다. 또한 이 지역과 벨파스트 간 매일 운행하는 페리선도 존재한다.
최근 들어, 클라이드만의 자연 환경은 헌터스턴 B 원자력 발전소, 헌터스턴 수력 터미널 등 해안선을 따라 형성된 연속적인 산업 및 군사 개발로 위태로워진 상태이다. 동시에, 이곳의 조선업이 쇠퇴했다. 상 클라이드만에서는, 글래스고 고번 및 스코츠타운의, 두 주요 조선소가 운영 중이다. 이 두 곳은 BAE 시스템스가 운영하고 있으며 주요 고객은 영국 왕립 해군이다. 하 클라이드에는, 뉴어크캐슬 옆에 있는 퍼거슨 쉽빌더스만이 운영되고 있다. 그리녹의 Garvel 건선거는 선박 수리업으로 운영을 이어나가고 있으며, 그리녹의 넓은 Inchgreen 건선거는 이따금식 사용된다. 옛 조선소의 터는 주거 시설, 레저 시럴, 상업 건물 등을 포함한 지역으로 재개발되고 있다.

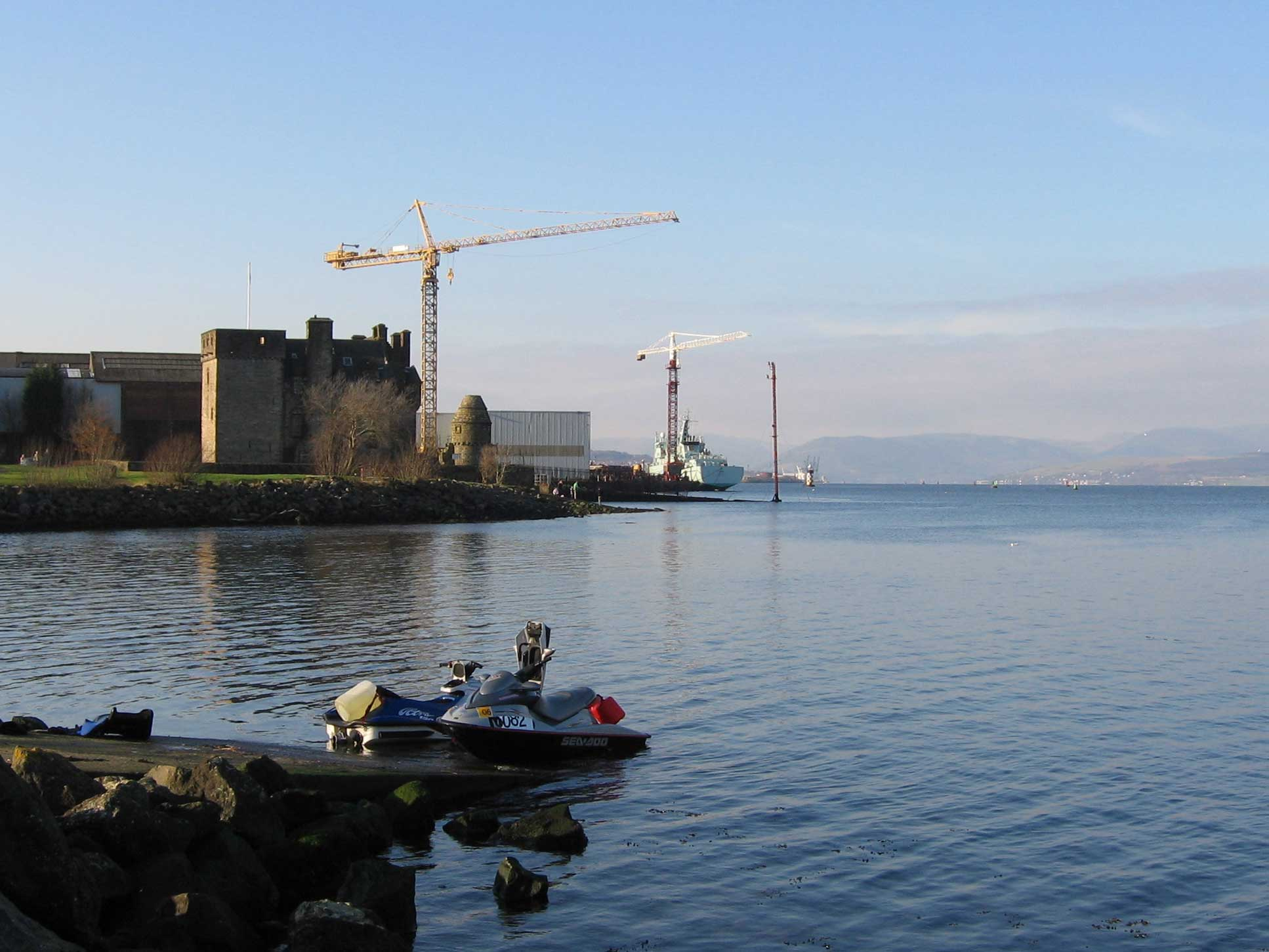
어퍼 클라이드만의 끝에 있었던 뉴어크에 인접한 로어 클라이드의 마지막 조선소인 퍼거슨 쉽빌더스
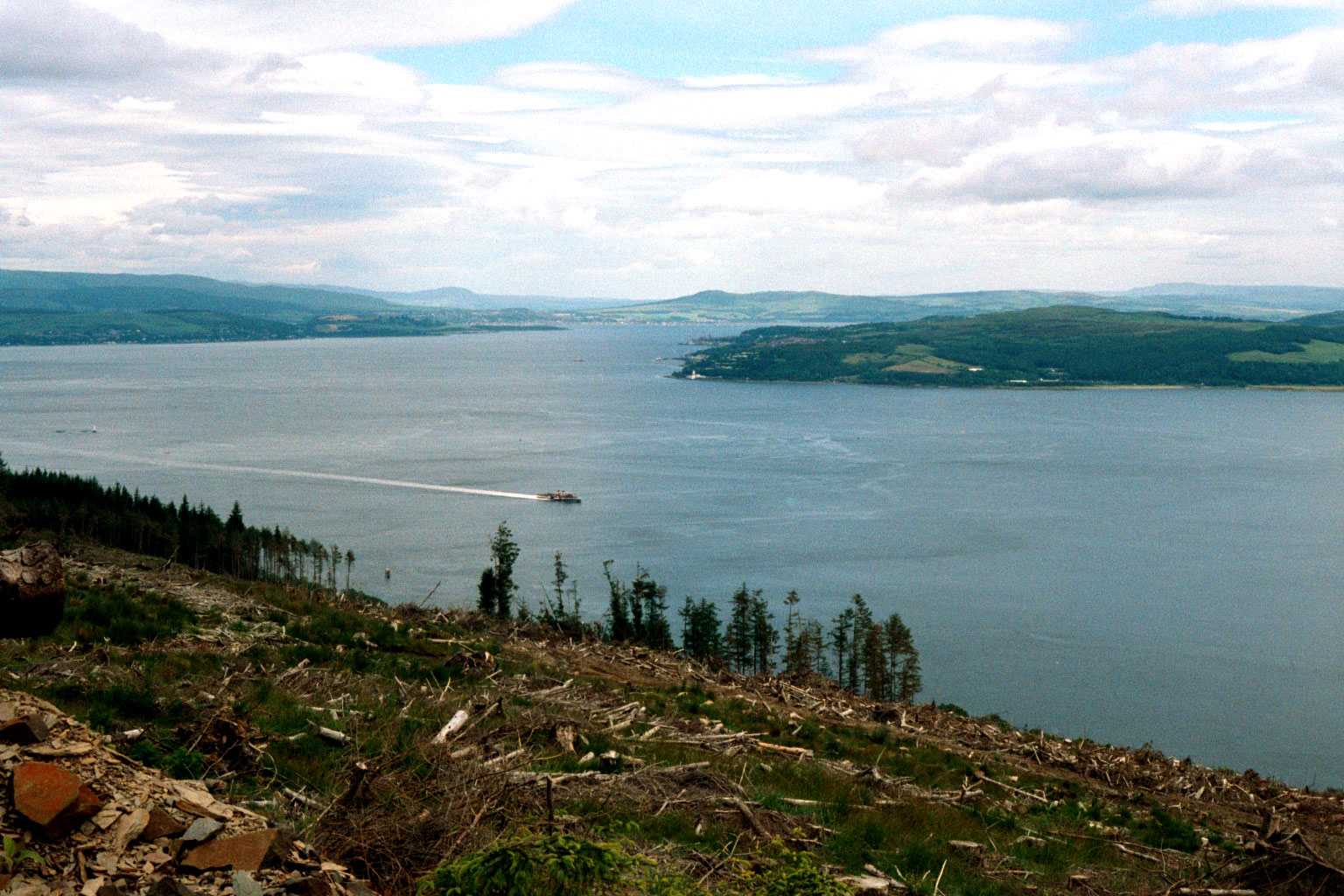
두눈 인근 코월반도에서 본 클라이드만 중심부, 북동쪽에는 클로크 포인트의 인버클라이드 해안가, 남쪽에는 구럭과 그리녹이 보인다. 남쪽의 'doon the watter'를 항해하는 Waverley호 역시 볼 수 있다

## 자연과 보호
그레이트 컴브레이에는, 글래스고 대학교와 런던 대학교가 공동으로 운영하는 밀포트 해양 생물 연구소가 존재한다.
점박이물범과 회색물범 등이 클라이드만에 많이 살고 있다. 쇠돌고래 역시도 이 지역에서는 흔하다. 돌고래 종류가 이 지역에서는 드문데, 일부 종이 2005년 여름 클라이드만 수색 중에 발견됐다.
또한 2005년에, 이 지역에서 스코틀랜드에서는 두 번째(민치 해협 다음)로 돌묵상어가 많이 목격되었다. 이 거대한 상어들은 플라다섬 주변 특히나 따뜻하고 얕은 물을 선호하는 것으로 보인다.
상업 어업이 한때 이곳 만의 여러 어업 마을에서 집약적으로 이뤄졌었지만, 오늘날에는 클라이드만 수역 내 상업적 수익을 목적으로 잡는 것은 왕새우, 로브스터, 청어, 소라, 가재뿐이다.
2008년 9월, 스코틀랜드 내 최초의 어획 및 기타 채취 활동이 허용되지 않는 해양 보호 구역인 No Take Zone (NTZ)이 애런섬의 람래쉬만에 도입됐다. 이 설정은 애런섬 해양 트러스트 공동체(Community of Arran Seabed Trust, C.O.A.S.T)가 주도한 활동의 결과물이었다. 애런섬의 NTZ는 마를 같은 연약한 해양 군집들을 보호하기 위해 특히나 도입된 것이었다. 마를은 석회질의 붉은색 조류(藻類)처럼 생긴, 아주 천천히 성장하는 산호이다 (1년에 겨우 1 mm만이 자란다)며 스코틀랜드의 중요한 종이다. 마를 군집은 생물다양성의 보고이고 어린 가리비와 어린 물고기들에게는 중요한 보육장이다. 양식장에서 나온 가리비 준설과 해양 쓰레기 등이 마를의 수를 줄이고 있음이 연구를 통해 밝혀졌다. 마를 군집의 가리비 준설은 살아있는 마를의 70%를 넘게 죽이고 있음이 밝혀졌다. 다음 4년간 이뤄진 마를 군집에 대한 모니터링으로 눈에 띄는 군집의 회복이 이뤄지지 않았음이 밝혀졌으며, 마를 군집이 회복을 위해서는 많은 시간이 필요함이 시사된다.
2014년, 킨타이어섬과 라인스 오브 갤러웨이 사이에 있는 클라이드만 하구의 바다 71,200 헥타르 (712 km2)가 Clyde Sill MPA(NC)라는 이름으로 명명된, 해양보호수역으로 지정되었다. 이곳의 해양보호수역은 클라이드만의 따뜻한 민물이 노스 해협의 차갑고, 소금기를 띠는 물과 섞이는 하구의 방대한 영역에 위치했다. 이곳은 고등 해양 생물과 어류들에게 포식되는, 생선들에게 먹이를 제공해주는 플랑크톤이 풍부한 환경을 갖췄다.

## 클라이드만의 해운업
클라이드강처럼 클라이드만은 옛부터 조선업과 해운 활동의 중심지이었다. 상류 쪽으로, 글래스고, 고번, 클라이드뱅크, 덤바턴, 렌프루 등의 조선업과 조선 공학의 중심지가 있어 왔다. 하류 쪽에는, 그리녹, 포트글래스고 등에 주요 조선소가 있으며 어빈, 아르드로선, 트룬, 캠벨타운 등에는 소규모 조선소가 있었다. 그 외 헌터스퀘이, 포트바나타인, 페어리 등에 여러 조선소가 있었다. 오늘날에, 뉴어크캐슬과 인접한 퍼거슨 마린 조선소가 클라이드 지역의 마지막 상선 제작 조선소이며 스코틀랜드 정부가 소유하고 있다. 그리녹에서는, 1954년에 문을 연, Inchgreen의 넓은 건선거와 선박 수리 시설이 있으며 이후에 스코트 리스고가 이어 운영하고 있다. 이곳의 건선거는 길이 305 m에 너비 44 m이다. 스코트 리스고의 운영 하에, 이곳의 시설은 캐멀 레어드와 더불어 클라이드포트의 관리를 받고 있다.
클라이드만은 북유럽에서 가장 깊은 수심을 지닌 해협의 입구 중 하나이다. 오늘날 가장 큰 규모의 케이프사이즈 선박도 수용할 수 있다. 이에 따라, 클라이드만은 매년 대략 화물 750만 톤이 운송되는등, 영국의 주요 항구 중 한 곳이었다. 헌터스턴 터미널은 광석 더미 운송을 위해 건설되었으나, 후대에 이르러 주로 석탄을 다뤘고, 2016년에 폐쇄되었다. 324,000 톤급의 초대형 유조선들이 롱 로크의 피나트 유류 터미널에 원유를 전달하기 위해 항해하며, 이곳 터미널은 포스만의 그레인지머스 정유 공장과 파이프라인으로 연결되어 있다. 연결된 두 번째 파이프라인이 정제된 유류를 주로 북아일랜드 수출을 위해 내보내지며 소규모 유조선에 실어 보내진다.
그리녹의 오션 터미널 시설은 컨테이너선에서 화물을 하선한다. 또한 신형 폰툰 정박지를 갖춘 분주한 여객선 항구가 되기도 하였다.
영국 왕립 해군은 핵무기 저장 시설과 연결된 게어 로크 그리고 로크 롱에 있는 클라이드 해군기지를 통해, 이곳에 대단한 존재감을 띠고 있다. 이곳 기기창의 설계 제작은 밥콕 인터내셔널이 관리하고 있다. 해군 지원함을 제공하고 있는 왕립 해군 주요 항구 세 공 중 하나가 그리녹에 위치했으며, 과거에는 영국 왕립 보조 해군의 직접적인 관리 하에 있었다.

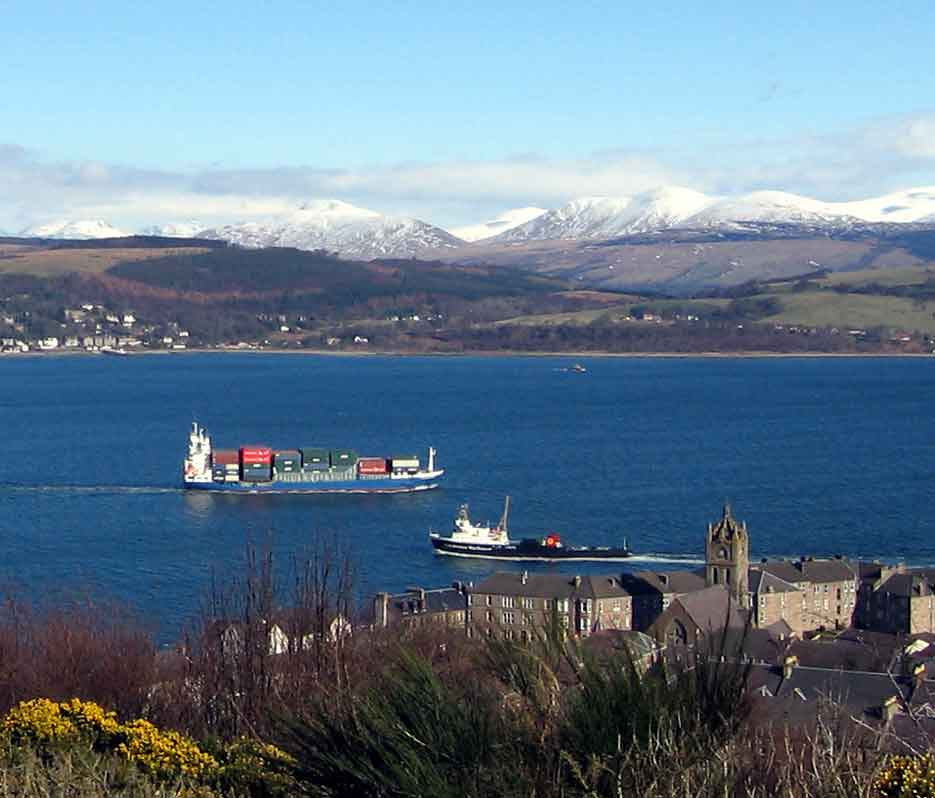
그리녹에 있는 컨테이너 크레인 쪽으로 향하는 구럭의 배가 칼레도니언 맥브레인사의 두눈 페리선을 지나치고 있다. 클라이드만 너머로 Kenilworth호가 헬렌즈버러를 향해 킬크리건을 떠나고 있다.
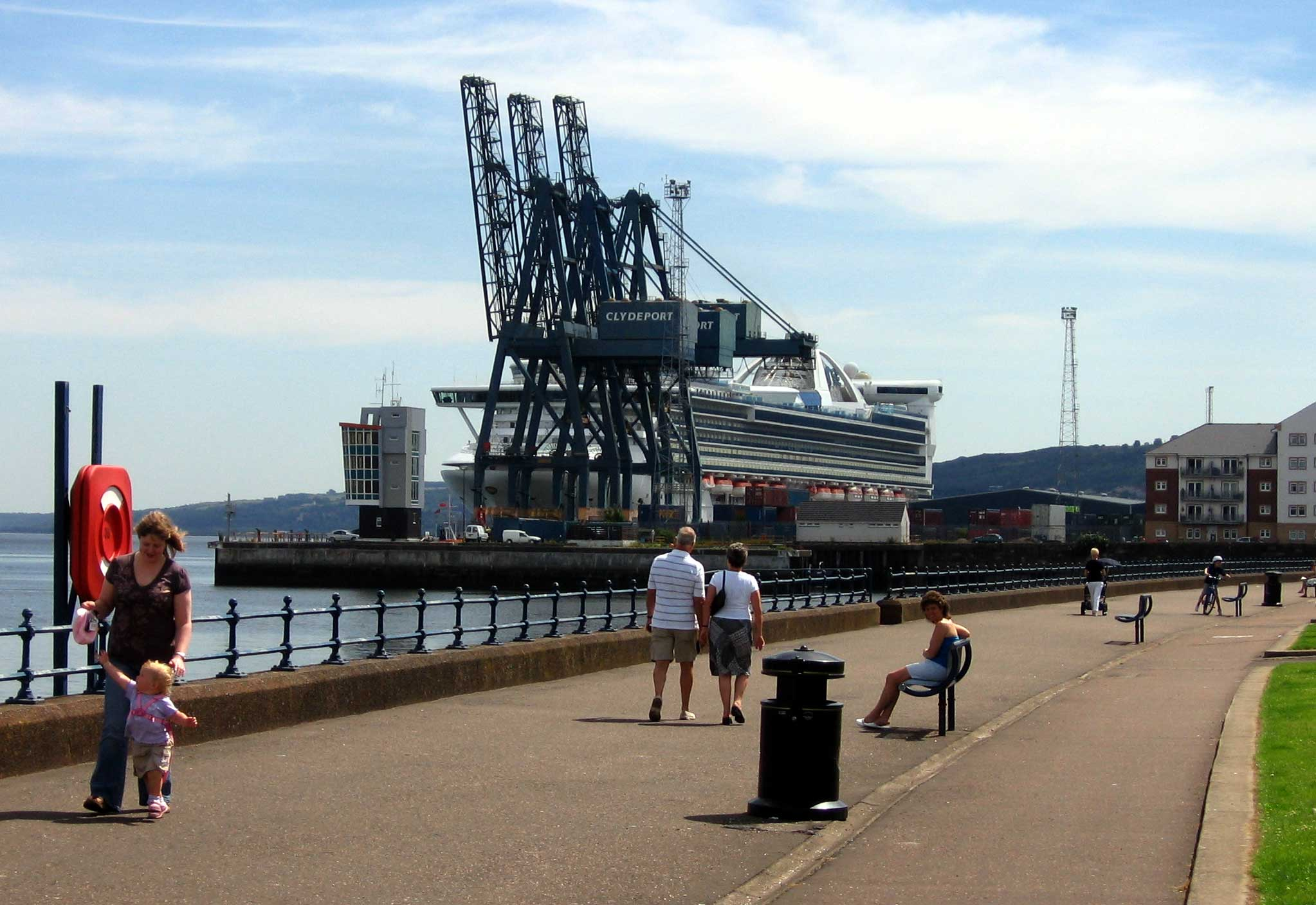
그리녹 오션 터미널에 있는 컨테이너 크레인. 크루즈선 골든 프린세스호가 정박해 있다.
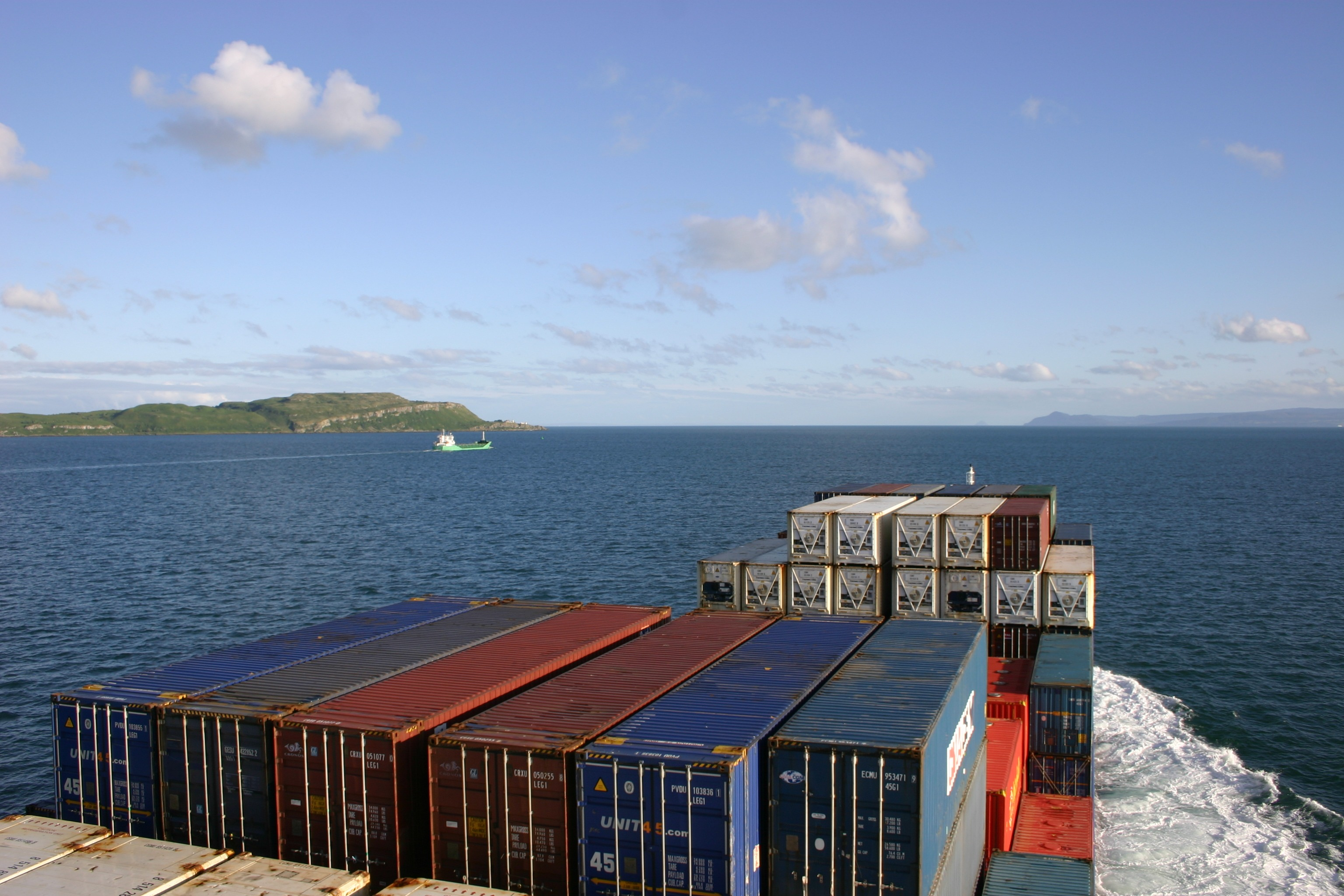
컨테이너선 mv 'Encounter' (2004년 건조, 콜사인 PHAO)가 종착지 빌바오를 향해 클라이드강 어귀를 떠나고 있다. 러틀 컴버레이를 좌측에서 볼 수 있다.

## 등대와 항해용 비콘
이 지역의 등대는 다음과 같다:
- 인버클라이드 해안의 클로크 포인트.[11]

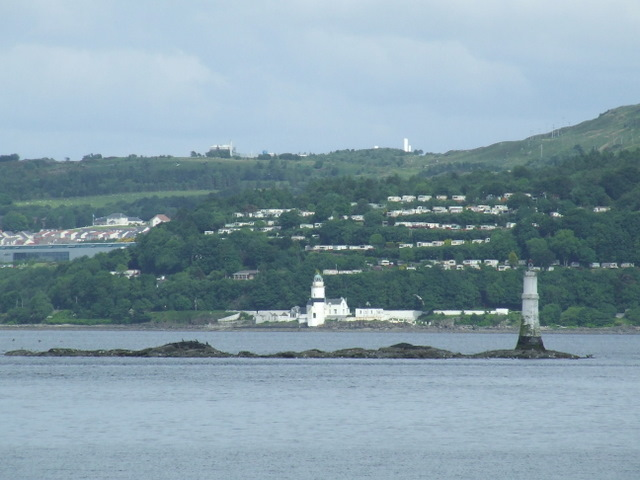
Gantocks 등대와 그 뒤쪽의 Cloch 등대

- 코월반도의 남쪽 끝에 있는 투워드 포인트 등대.[12]
- 리틀 컴브레이[13]
- 플라다[14]

이 지역의 항해 비콘은 다음과 같다:
- 코월반도의 두눈 해안가에 떨어져 있는 갠턱스 록스와 항해 비콘.[15]

## 기후
클라이드만의 해양 기후는 같은 위도의 대륙 위치들보다 상당히 온화하다. 온화한 기후에 대한 근거는 논쟁의 주제이기는 하나 옛부터 멕시코만의 열대성 해류에서 발생한, 멕시코 만류가 동쪽으로 흘러간 따뜻한 해류인 북대서양 해류의 영향으로 인한 것으로 여긴다.

## 같이 보기
- 클라이드강 (스코틀랜드)
- 아일랜드해

## 참고 문헌
- The Clyde: River and Firth, 1907 and reissued 2010, Neil Munro, with illustrations by Mary Y and Y Young Hunter
- The Firth of Clyde, 1952, George Blake
- Glasgow and the Clyde, 1965, Ward Lock Guide
- Clyde Coast Connections, 2010, Neil Grieves
- From Comet to Cal Mac : Two Centuries of Hebridean and Clyde Shipping, 2011, Donald E Meek and Bruce Peter
- Firth of Clyde: Sailing Directions and Anchorages, 2012, Clyde Cruising Club
- HM Naval Base: Clyde, 2012, Keith Hall